# Gabourey Sidibe
Gabourey Sidibe est une actrice américaine, née le 6 mai 1983 à Brooklyn.
En 2009, elle fait des débuts, acclamée par la critique, en tenant le rôle principal du film dramatique Precious, qui lui vaut notamment une citation pour l'Oscar de la meilleure actrice et plus d'une vingtaine de prestigieuses récompenses.
C’est à la télévision qu’elle poursuit principalement sa carrière dans des rôles de premiers plans : De 2010 à 2013, elle fait partie de la distribution principale de la série The Big C, aussi soutenue par la critique. De 2013 à 2014, elle interprète une apprentie sorcière dans la saison 3 d'American Horror Story : Coven. Série d’anthologie, elle est amenée à jouer dans plusieurs saisons. Elle intervient par exemple dans trois épisodes de la saison 4 : Freak Show avant de faire une apparition en tant que guest dans la saison 5 : Hotel. Elle retrouve aussi le rôle de Queenie pour la huitième saison.
Parallèlement, elle joue des seconds rôles réguliers dans des séries à succès comme dans le drama musical, plébiscité outre-atlantique, Empire (2015-2020) et la comédie noire Difficult people (2015-2017).

## Biographie

### Enfance et formation
Née à Brooklyn d'une mère afro-américaine et d'un père sénégalais, Gabourey Sidibe est élevée par sa mère, Alice Tan Ridley (en), une chanteuse de gospel, à Bedford-Stuyvesant.
Elle a notamment étudié au City College of New York.
Elle est la nièce de la militante féministe et activiste afro-américaine, Dorothy Pitman Hughes.

### Carrière

#### Débuts et révélation critique

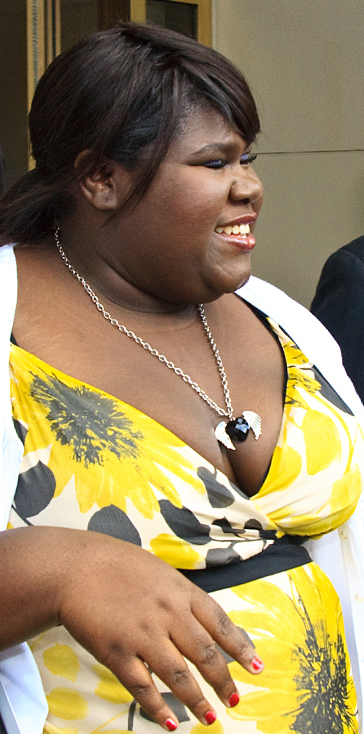
Au Festival international du film de Toronto 2009.

Dans Precious de Lee Daniels, elle interprète le rôle d'une fille analphabète, obèse et abusée par son père, dont elle tombe enceinte. Ce premier rôle dramatique est salué par la critique. L'interprétation de l'actrice lui vaut de nombreuses récompenses et des nominations aux Oscars, aux Golden Globes ainsi qu'aux BAFTA Awards.

De 2010 à 2013, elle fait partie de la distribution de la série comique et dramatique, The Big C avec Laura Linney. Cette série met en scène Cathy Jamison, une femme menant une vie banale avec un époux immature et un fils dont l'existence va être chamboulée lorsqu'elle apprend qu'elle souffre d'un cancer au stade 4. Elle bouscule alors ses habitudes et décide de profiter du peu de temps qu'il lui reste à vivre en faisant ce qu'elle s'interdisait auparavant. Lors des deux premières saisons elle est récurrente avant d'être promue principale pour les deux dernières. La série est plébiscitée par la critique et récompensée lors de prestigieuses cérémonies de remises de prix. 

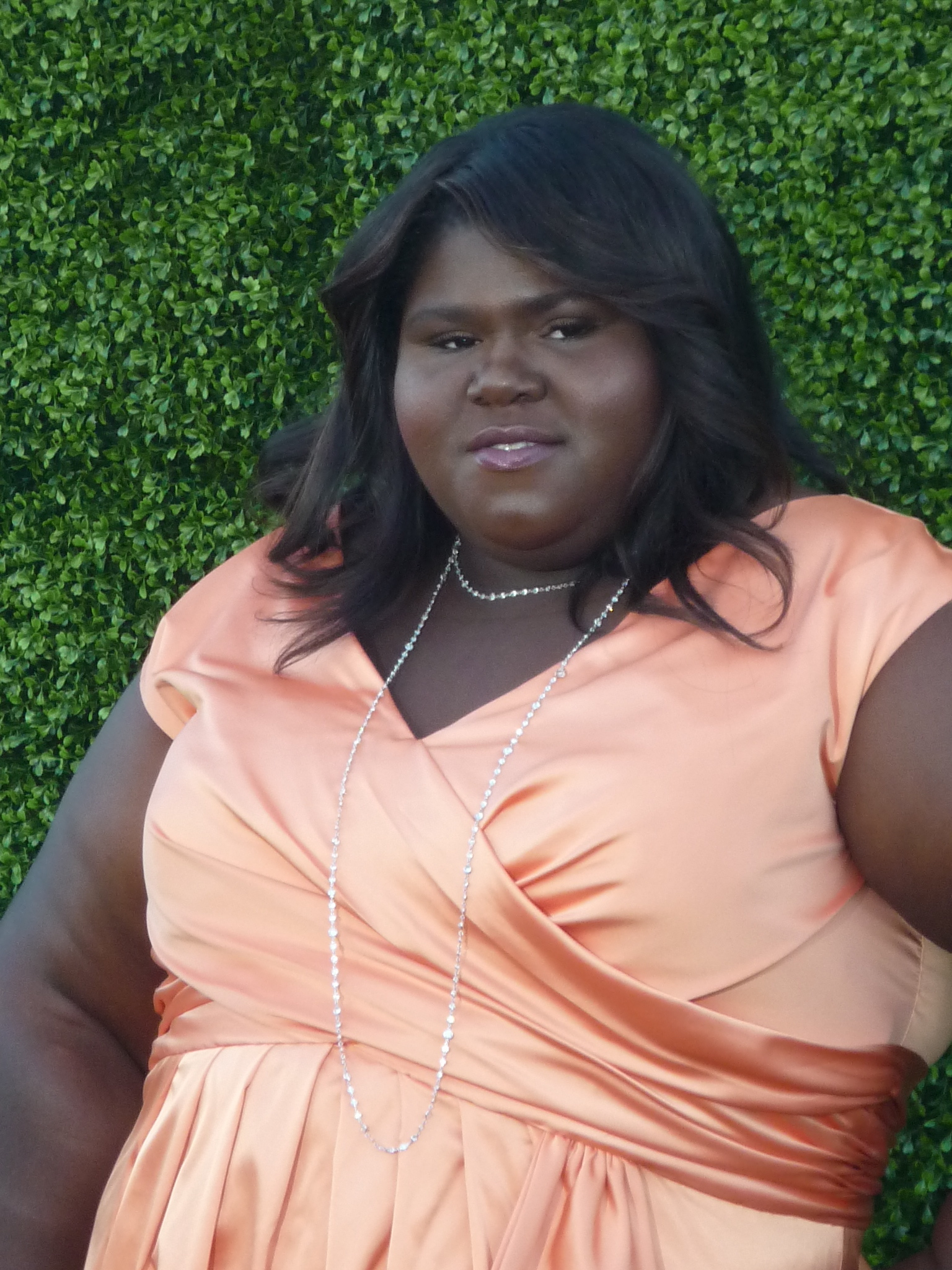
Gabourey Sidibé, en 2010, lors du CBS Summer Press Tour Party.

Forte de cette nouvelle popularité médiatique, elle apparaît ensuite dans le clip Don't stop du groupe Foster the People sorti en décembre 2011.
La même année, elle joue dans le drame indépendant Yelling to the Sky, partageant la vedette aux côtés d'autres actrices afro-américaines montantes Zoë Kravitz et Sonequa Martin-Green. L'actrice confirme être à l'aise dans le registre dramatique et cette production est bien accueillie par la critique. Elle est aussi au casting de la comédie d'action Le Casse de Central Park avec Eddie Murphy, Ben Stiller et Casey Affleck. Ce film décroche la seconde place du box office à sa sortie et termine sa course avec plus de 150 millions de dollars engrangés, un succès.

En 2012, elle continue de s'éloigner du registre dramatique et fait office de second rôle dans la comédie acclamée par la critique Sept psychopathes. En 2013, elle rejoint le casting de la saison 3 d'American Horror Story : Coven, jouant la jeune et puissante Queenie, une sorcière. Une interprétation saluée par une nomination lors des NAACP Image Awards 2014, l'année ou elle intervient également dans trois épisodes de la saison 4 : Freak Show. 

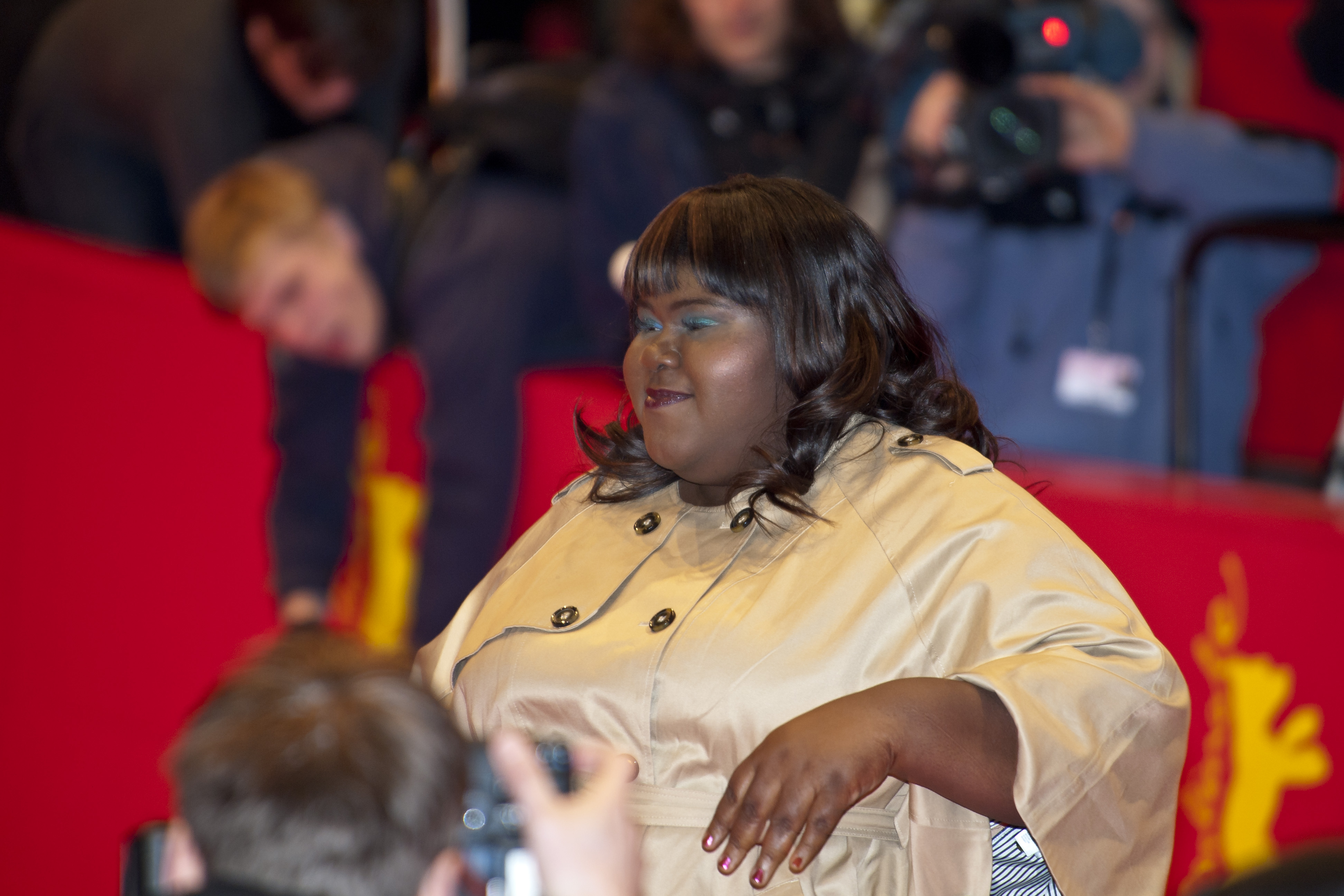
Lors du Festival du film de Berlin 2011, pour la promotion de Yelling to the Sky.

2014 toujours, elle renoue avec le drame pour White Bird de Gregg Araki avec la médiatisée Shailene Woodley, révélée par la saga Divergente. Elle seconde aussi Leighton Meester et Gillian Jacobs dans la comédie romantique Amies malgré lui. Deux productions indépendantes bien reçues par la critique mais sorties dans un nombre de salles limitées,,,.

#### Confirmation télévisuelle
À partir de 2015, elle interprète Becky Williams dans la série télévisée de Lee Daniels, Empire diffusée sur la FOX, aux côtés de Terrence Howard et Taraji P. Henson. Elle interprète l'assistante exécutive d'Empire, un rôle récurrent durant la première saison qui est devenu principal depuis la deuxième saison,. Depuis cette même année, elle interprète aussi Denise, de manière régulière, dans la série télévisée Difficult People (en).
Le 3 juin 2015, il est confirmé qu'elle écrirait ses mémoires qui seraient publiées en 2017. En 2016, elle fait ses débuts en tant que réalisatrice pour les besoins du court métrage The Tale of Four. La même année, elle joue un rôle mineur dans la comédie Grimsby : Agent trop spécial, portée par Sacha Baron Cohen et elle retrouve le personnage de Queenie pour un épisode de la saison 5 d'American Horror Story : Hotel.
En mars 2017, elle révèle qu'elle a été diagnostiquée d'un diabète de type 2 et qu'elle a du, par conséquent, subir une chirurgie bariatrique laparoscopique dans le but de gérer son poids.
L’année suivante, elle ré-endosse le rôle de la jeune et puissante sorcière Queenie pour l’apocalypse de la huitième saison d’American Horror Story. Elle fait son retour aux côtés d’autre stars régulières de la série comme Emma Roberts, Lily Rabe, Taissa Farmiga et Jessica Lange,,.
En 2019, la FOX annonce le renouvellement d'Empire pour une sixième et dernière saison, malgré de très bonnes audiences, la série étant le second programme le plus regardé du réseau. Cette année-là, elle joue l'un des premiers rôles de la comédie dramatique indépendante Come As You Are qui est saluée par les critiques,.
En 2015, l'éditeur Houghton Mifflin Harcourt a annoncé que Sidibe écrirait un mémoire qui devrait être publié en 2017. Le 6 janvier 2016, Sidibe est apparue dans l'avant-dernier épisode d'American Horror Story: Hotel, reprenant son rôle de Coven en tant que Queenie, marquant son troisième saison dans la série. Après s'être absentée des saisons suivantes Roanoke et Cult, Sidibe est revenue à American Horror Story en 2018, apparaissant à nouveau comme son personnage Queenie dans sa huitième saison, Apocalypse.

### Vie privée
Elle est mariée depuis 2021 avec Brandon Frankel. En juin 2024, elle donne naissance à des jumeaux Cooper et Maya.

## Filmographie

### Cinéma
- 2009 : Precious de Lee Daniels : Precious
- 2010 : Yelling to the Sky de  Victoria Mahoney : Latonya Williams
- 2011 : Le Casse de Central Park (Tower Heist) de Brett Ratner : Odessa
- 2012 : Sept psychopathes (Seven Psychopaths) de Martin McDonagh : Sharice
- 2014 : White Bird (White Bird in a Blizzard) de Gregg Araki : Beth
- 2014 : Amies malgré lui (Life Partners) de Susanna Fogel : Jen
- 2014 : Top Five de Chris Rock : elle-même
- 2015 : Gravy (en) de James Roday : Winketta
- 2016 : Grimsby : Agent trop spécial (The Brothers Grimsby) de Louis Leterrier: Banu
- 2019 : Mission Paradis (Come As You Are) de Richard Wong : Sam
- 2020 : Antebellum de Gerard Bush et Christopher Renz : Dawn

### Télévision
- 2010-2013 : The Big C : Andrea Jackson (31 épisodes)
- 2011 : American Dad! : une fille à la fête (voix, saison 7, épisode 1)
- 2011 : Glenn Martin, DDS (en) : Keisha  (voix, saison 2, épisode 24)
- 2013-2014 : American Horror Story: Coven : Queenie (saison 3, 12 épisodes)
- 2014 : American Horror Story: FreakShow : Regina Ross (saison 4, 3 épisodes)
- 2015 : The Walker : rôle non communiqué (1 épisode)
- 2016 : Brad Neely's Harg Nallin' Sclopio Peepio : (voix diverses, 10 épisodes)
- 2016 : Drunk History : Ella Fitzgerald (saison 4, épisode 2)
- 2016 : American Horror Story: Hotel : Queenie (saison 5, épisode 11)
- 2015-2017 : Difficult People (en) : Denise (12 épisodes)
- 2015-2020 : Empire : Becky Williams (98 épisodes)
- 2018 : American Horror Story: Apocalypse : Queenie (saison 8, 5 épisodes)
- 2022 : American Horror Stories : Jaslyn Taylor (saison 2, épisode 2)

### Réalisatrice
- 2016 : The Tale of Four (court métrage)
- 2019 : Empire (saison 5, épisode 13 et saison 6, épisode 7)

### Productrice
- 2019 : Hair Love de Matthew A. Cherry, Everett Downing Jr. et Bruce W. Smith (court métrage)

## Distinctions
Sauf indication contraire ou complémentaire, les informations mentionnées dans cette section proviennent de la base de données IMDb.

### Récompenses
- 3e cérémonie des Boston Society of Film Critics Awards 2009 : Meilleure distribution dans un drame pour Precious (2009) partagée avec Mo'Nique, Paula Patton, Sherri Shepherd, Mariah Carey, Lenny Kravitz, Chyna Layne, Amina Robinson, Stephanie Andujar et Angelic Zambrana.
- 2009 : Festival international du film de Chicago de la meilleure révélation féminine de l'année pour Precious.
- 3e cérémonie des Detroit Film Critics Society Awards 2009 :
  - Meilleure actrice dans un drame pour Precious.
  - Révélation artistique de l'année dans un drame pour Precious.
- 14e cérémonie des Florida Film Critics Circle Awards 2009 :
  - Meilleure actrice pour Precious.
  - Lauréate du Prix Pauline Kael de la meilleure révélation pour Precious.
- Festival du film de Hollywood 2009 : Lauréate du Prix New Hollywood de la meilleure révélation féminine pour Precious.
- 2009 : Internet Film Critic Society de la meilleure actrice pour Precious.
- 13e cérémonie des Las Vegas Film Critics Society Awards 2009 : Meilleure actrice pour Precious.
- National Board of Review Awards 2009 : Meilleure actrice pour Precious.
- 10e cérémonie des Phoenix Film Critics Society Awards 2009 : Révélation féminine de l'année pour Precious.
- 14e cérémonie des Satellite Awards 2009 : Satellite Award de la révélation de l'année pour Precious.
- 8e cérémonie des Washington DC Area Film Critics Association Awards 2009 : Révélation de l'année pour Precious.
- 2009 : Women Film Critics Circle Awards de la meilleure jeune actrice pour Precious.
- 2010 : Black Reel Awards de la meilleure actrice pour Precious.
- 2010 : Black Reel Awards de la meilleure révélation féminine pour Precious.
- 16e cérémonie des Chlotrudis Awards 2010 : Meilleure actrice pour Precious.
- Essence Black Women in Hollywood 2010 : Lauréate du Prix d'Honneur de la meilleure actrice pour Precious.
- 25e cérémonie des Independent Spirit Awards 2010 : Meilleure actrice pour Precious.
- 2010 : GALECA: The Society of LGBTQ Entertainment Critics de la meilleure révélation de l'année pour Precious.
- 2010 : NAACP Image Awards de la meilleure actrice pour Precious.
- 2010 : Iowa Film Critics Awards de la meilleure actrice pour Precious.
- Festival international du film de Santa Barbara 2010 : Lauréate du Prix Virtuoso de la meilleure actrice pour Precious.
- CinEuphoria Awards (es) 2011 : 
  - Lauréate du Prix du Public de la meilleure actrice pour Precious.
  - Meilleure duo international pour Precious partagée avec Mo'Nique.
- 33e cérémonie des Boston Society of Film Critics Awards 2012 : Meilleure distribution pour Sept psychopathes (Seven Psychopaths) partagée avec Colin Farrell, Sam Rockwell, Christopher Walken, Abbie Cornish, Linda Bright Clay, Kevin Corrigan, Woody Harrelson, Zeljko Ivanek, Long Nguyen, Christine Marzano, Tom Waits, Brendan Sexton III, Olga Kurylenko, Bonny, Michael Pitt, Michael Stuhlbarg et Harry Dean Stanton.
- 2012 : Dallas International Film Festival de la meilleure actrice pour Precious.
- 2019 : Black Reel Awards du meilleur court métrage pour The Tale of Four.

### Nominations
- Alliance of Women Film Journalists Awards 2009 : 
  - Meilleure actrice pour Precious.
  - Performance la plus brave pour Precious.
  - Meilleure révélation féminine pour Precious.
  - Meilleure distribution pour Precious partagée avec Mo'Nique, Lenny Kravitz, Paula Patton, Mariah Carey, Sherri Shepherd, Stephanie Andujar, Chyna Layne, Amina Robinson et Xosha Roquemore.
- 2009 : Awards Circuit Community Awards de la meilleure actrice pour Precious.
- 30e cérémonie des Boston Society of Film Critics Awards 2009 : Meilleure actrice pour Precious.
- 22e cérémonie des Chicago Film Critics Association Awards 2009 : 
  - Meilleure actrice pour Precious.
  - Interprétation la plus prometteuse pour Precious.
- 2009 : Dallas-Fort Worth Film Critics Association Awards de la meilleure actrice pour Precious.
- 3e cérémonie des Detroit Film Critics Society Awards 2009 : Meilleure distribution dans un drame pour Precious (2009) partagée avec Mo'Nique, Lenny Kravitz, Paula Patton, Mariah Carey, Sherri Shepherd, Stephanie Andujar, Chyna Layne, Amina Robinson et Xosha Roquemore.
- 2009 : Golden Schmoes Awards de l'actrice de l'année pour Precious.
- 6e cérémonie des Houston Film Critics Society Awards 2009 : Meilleure actrice pour Precious.
- 2009 : Indiewire Critics' Poll de la meilleure actrice principale pour Precious.
- 18e cérémonie des Southeastern Film Critics Association Awards 2009 : Meilleure actrice pour Precious.
- 6e cérémonie des St. Louis Film Critics Association Awards 2009 : Meilleure actrice pour Precious.
- 2009 : Village Voice Film Poll de la meilleure actrice pour Precious.
- 8e cérémonie des Washington DC Area Film Critics Association Awards 2009 : 
  - Meilleure actrice pour Precious.
  - Meilleure distribution pour Precious partagée avec Mo'Nique, Lenny Kravitz, Paula Patton, Mariah Carey, Sherri Shepherd, Stephanie Andujar, Chyna Layne, Amina Robinson et Xosha Roquemore.
- 63e cérémonie des British Academy Film Awards 2010 : BAFTA Awards de la meilleure actrice pour Precious.
- 2010 : BET Awards de la meilleure actrice pour Precious.
- 2010 : Black Reel Awards de la meilleure actrice pour Precious.
- 15e cérémonie des Critics' Choice Movie Awards 2010 :
  - Meilleure actricepour Precious.
  - Meilleure distribution pour Precious partagée avec Mo'Nique, Lenny Kravitz, Paula Patton, Mariah Carey, Sherri Shepherd, Stephanie Andujar, Chyna Layne, Amina Robinson et Xosha Roquemore.
- 2010 : Dublin Film Critics Circle Awards de la meilleure actrice pour Precious.
- 2010 : GALECA: The Society of LGBTQ Entertainment Critics de la meilleure performance féminine de l'année pour Precious.
- 67e cérémonie des Golden Globes 2010 : Meilleure actrice pour Precious.
- Gold Derby Awards 2010 : 
  - Meilleure actrice principale pour Precious.
  - Meilleure distribution pour Precious partagée avec Mariah Carey, Lenny Kravitz, Mo'Nique, Paula Patton et Sherri Shepherd.
- 15e cérémonie des Oscars 2010 : Meilleure actrice  pour Precious.
- 2010 : International Cinephile Society Awards de la meilleure actrice pour Precious .
- 2010 : International Online Cinema Awards de la meilleure distribution pour Precious partagée avec Mo'Nique, Lenny Kravitz, Paula Patton, Mariah Carey, Sherri Shepherd, Stephanie Andujar, Chyna Layne, Amina Robinson et Xosha Roquemore.
- 2010 : International Online Cinema Awards de la meilleure actrice pour Precious.
- 2010 : MTV Movie & TV Awards de la révélation pour Precious.
- Online Film & Television Association Awards 2010 : 
  - Meilleure actrice pour Precious.
  - Révélation féminine de l'année pour Precious.
- 2010 : Online Film Critics Society Awards de la meilleure actrice pour Precious.
- 16e cérémonie des Screen Actors Guild Awards 2010 : 
  - Meilleure actrice pour Precious.
  - Meilleure distribution pour Precious partagée avec Mariah Carey, Lenny Kravitz, Mo'Nique, Paula Patton et Sherri Shepherd.
- 2010 : Vancouver Film Critics Circle Awards de la meilleure actrice pour Precious.
- 2012 : NAACP Image Awards de la meilleure actrice dans un second rôle pour The Big C.
- 17e cérémonie des San Diego Film Critics Society Awards 2012 : Meilleure distribution dans Sept psychopathes (Seven Psychopaths) (2012) partagée avec Colin Farrell, Sam Rockwell, Christopher Walken, Abbie Cornish, Linda Bright Clay, Kevin Corrigan, Woody Harrelson, Zeljko Ivanek, Long Nguyen, Christine Marzano, Tom Waits, Brendan Sexton III, Olga Kurylenko, Bonny, Michael Pitt, Michael Stuhlbarg et Harry Dean Stanton.
- 2013 : NAACP Image Awards de la meilleure actrice dans un second rôle pour The Big C.
- 45e cérémonie des NAACP Image Awards 2014 : Meilleure actrice dans un téléfilm ou une mini série dramatique pour saison 3 d'American Horror Story.
- 2014 : Online Film & Television Association Awards de ka meilleure actrice dans un second rôle dans un téléfilm ou une mini série pour saison 3 d'American Horror Story.
- 17e cérémonie des Teen Choice Awards 2015 : Meilleure alchimie à la télévision dans une série télévisée dramatique pour Empire partagée avec Trai Byers, Kaitlin Doubleday, Grace Byers, Bryshere Y. Gray, Taraji P. Henson, Terrence Howard, Ta'Rhonda Jones, Serayah et Jussie Smollett.
- 2020 : Sunset Film Circle Awards de la meilleure voleuse de scène pour Antebellum.
- 2021 : Black Reel Awards de la meilleure actrice dans un second rôle pour Antebellum.
- 2021 : NAACP Image Awards de la meilleure actrice dans un second rôle pour Antebellum.
- 2023 : NAACP Image Awards de la meilleure actrice invitée pour American Horror Stories.

## Publication
- Gabourey Sidibe, This Is Just My Face: Try Not to Stare, Houghton Mifflin Harcourt, 2017 (ISBN 978-0-544-78676-9, lire en ligne)

## Voix françaises

### En France
| - Fily Keita dans : - The Big C (2010-2013) (série télévisée) - American Horror Story: Hotel (2014) (série télévisée, 2e voix) - Empire (2015-2020) (série télévisée) - Antebellum (2020) - Claudia Tagbo dans : - Precious (2009) - Le Casse de Central Park (2011) | - Véronique Alycia dans : - Sept psychopathes (2012) - American Horror Story: Coven (2013) - American Horror Story: FreakShow (2014) - Marie-Philomène Nga dans Grimsby : Agent trop spécial (2016) |

### Au Québec
La liste indique les titres québécois.
- Pascale Montreuil dans : 
  - La Véritable Precious Jones (2009)
  - Cambriolage dans la tour (2011)
  - Les Psychopathes (2012)